# Rudolf Hesse (Architekt)
Ferdinand Samuel Rudolf Hesse (* 8. April 1829 in Berlin; † 3. März 1886 in Altona) war ein deutscher Architekt und Baubeamter.

## Leben
Rudolf Hesse war der Sohn des Architekten Ludwig Ferdinand Hesse und jüngerer Bruder des Architekten Carl Hesse. Bei der Ostbahn machte er ab 1848 eine Ausbildung zum Feldmesser und trat 1849 in den Militärdienst. 1850 legte er in Potsdam die Feldmesserprüfung ab und war anschließend u. a. bei seinem Vater praktisch tätig. Von 1851 bis 1856 studierte er an der Berliner Bauakademie, machte 1852 die Bauführerprüfung und 1856 das Baumeisterexamen. 1857 gewann er den Schinkelpreis des Architektenvereins, dessen Mitglied er bereits während der Studienzeit geworden war, mit dem Entwurf Massive gewölbte Brücke. 1869 wurde er Stadtbaurat in Potsdam und später zum Baurat befördert.